# Paues Åberg Communications
Paues Åberg Communications AB är en svensk PR-byrå som arbetar med strategisk kommunikation inriktad på public affairs och corporate communications.
Paues Åberg grundades år 2013 av Theodor Paues, tidigare ägare och vd på Paues Public Affairs, och Allan Åberg, tidigare partner och vice vd på Diplomat Communications. Byrån består av 30 konsulter, varav flertalet har politisk bakgrund. Paues Åberg Communications har kontor på Karlavägen 58 i Stockholm.